# بسارا
بسارا (باليونانية: Ψαρά)‏ ،Psará؛ كانت تعرف سابقًا باسم Ψύρα أو Psyra أو Psyriī) هي جزيرة يونانية في بحر إيجة. تشكل الجزيرة مع جزيرة صغيرة أنتايبسارا (بعدد سكان يبلغ 4) بلدية بسارا. إنها جزء من وحدة خيوس الإقليمية، التي هو جزء من إقليم شمال إيجة. إن المدينة الوحيدة للجزيرة ومقر البلدية تسمى أيضًا بسارا.
بلغ عدد سكان بسارا 448 حسب تعداد عام 2011. لديها ميناء صغير يربط جزيرة خيوس وأجزاء أخرى من اليونان.

## الجغرافيا
تقع بسارا على بعد 44 ميل بحري (81 كـم) شمال غرب خيوس، و22 كيلومتر (14 ميل) من النقطة الشمالية الغربية لجزيرة خيوس و150 كيلومتر (93 ميل) شرق شمال أثينا. الطول والعرض حوالي 7 by 8 كيلومتر (4 by 5 ميل) ومساحتها تبلغ 43 كيلومتر مربع (17 ميل2) . أعلى نقطة في الجزيرة هي «بروفيتيس إلياس» 512 متر (1,680 قدم). تبلغ مساحة البلدية 44.511 كم2.

## العلم
علم بسارا صممه سكانها ويحمل رموز المجتمع الودي وهو مصنوع من قماش أبيض يحده لون أحمر مع صليب أحمر كبير ونقوش اسم الجزيرة "ΨΑ-ΡΑ" وكلمات Eleftheria i Thanatos (الحرية أو الموت) بحروف كبيرة حمراء. يقف الصليب على رأس مقلوب ويحيط به سيف من جانب ومن جهة ثعبان يقتله طائر. حُمل العلم خلال حرب الاستقلال بواسطة سفن الجزيرة. يستخدم العلم الحديث تصميمًا مشابهًا جدًا ولكنه يتجاهل اسم الجزيرة من الأعلى وقد أضاف طائرًا أصفر يطير بالقرب من فم الثعبان. تم حمل العلم خلال حرب الاستقلال بواسطة سفن بسارا.
العلم الأصلي لبسارا، محفوظ في المتحف التاريخي الوطني لليونان.

## التاريخ
لقد كانت مأهولة بالسكان منذ فترة العصر الميسيني، واعتمد سكانها على البحر لكسب عيشهم لكون الجزيرة خالية من الأشجار ولأنها صخرية مع قليل من الشجيرات.
أشار هوميروس، وسترابو، وكراتينوس، وموسوعة سودا، وستيفان البيزنطي إلى الجزيرة باسم بسيرا (باليونانية القديمة: Ψυρά و Ψύρα) وبسيران (باليونانية القديمة: Ψυρίαν).
كان للجزيرة أيضًا مدينة تسمى بسيرا.
كان المصدر الوحيد لكسب الرزق لسكان الجزيرة هو صيد الأسماك، خاصة بالنسبة للكركنديات خفية المتوفرة محليًا، والشحن، مع بعض التطورات السياحية في السنوات الأخيرة.
كان هناك مثل تم استخدامه وهو: بسيرا تحتفل بديونيسوس (باليونانية القديمة: Ψύρα τὸν Διόνυσον ἄγοντες). تم استخدم هذا المثل للإشارة إلى الأشخاص الذين كانوا يتكئون في اجتماع ولا يشربون، لأن بسارا كانت جزيرة فقيرة وصغيرة لا تستطيع إنتاج النبيذ. كما تم استخدامه للأشياء التي تظهر الفقر. تم استخدام مثل آخر عن بسارا لإظهار الفقر وهو: أنت تعتبر سبارتا مثل بسارا (باليونانية القديمة: Ψύρα τε τὴν Σπάρτην ἄγεις).

## تدمير بسارا

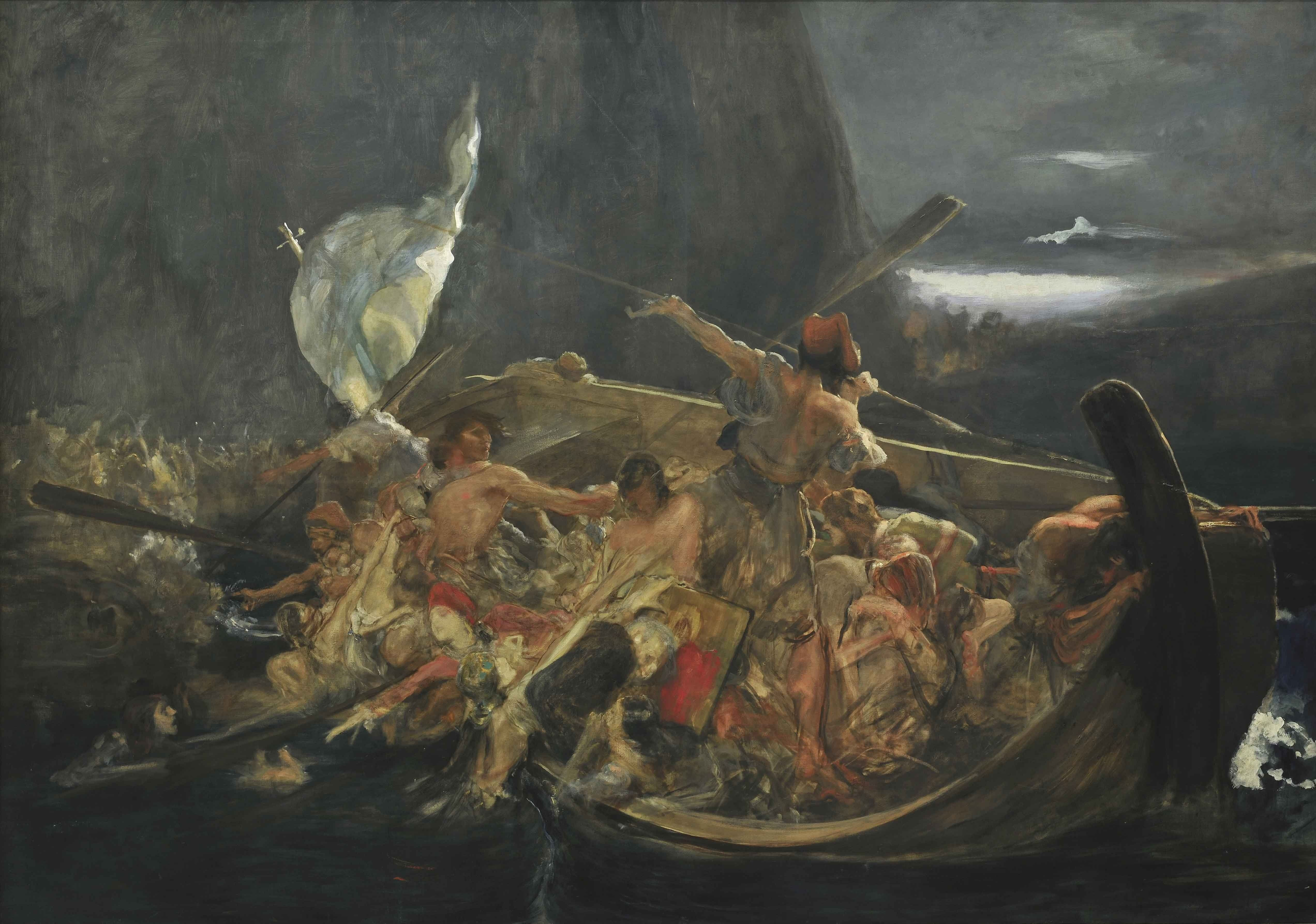
بعد تدمير بسارا بريشة نيكولاوس جيزيس.

انضمت بسارا إلى حرب الاستقلال اليونانية في 10 أبريل 1821. تميز رئيس وزراء اليونان المستقبلي قسطنطين كاناريس وديميتريوس بابانيكوليس بكونهما قائدين بحريين مستخدمين السفن النارية لمحاربة البحرية العثمانية القوية.
تم غزو الجزيرة في 3 يوليو (21 يونيو بالتقويم الميلادي القديم) 1824 من قبل الأتراك. في 4 يوليو، انتهت مقاومة سكان بسارا بموقف أخير في قلعة بالياوكاسترو القديمة في البلدة (الاسم البديل Mavri Rachi، والذي يعني "التلال السوداء"). لقد لجأ مئات الجنود وكذلك النساء والأطفال إلى هناك عندما اقتحمت قوة تركية مكونة من 2000 جندي الحصن. ألقى اللاجئون في البداية علمًا أبيض عليه عبارة "Ἐλευθερία ἤ Θάνατος" ("Eleftheria i Thanatos"، ""الحرية أو الموت"). ثم، وفي اللحظة التي دخل فيها الأتراك الحصن، أشعل أنتونيوس فراتسانوس المحلي فتيلًا لمخزون البارود، في انفجار أودى بحياة سكان البلدة مع أعدائهم؛ وبالتالي ظلوا مخلصين لعلمهم حتى وفاتهم. لقد قارن ضابط فرنسي سمع وشاهد الانفجار بانفجار بركاني في فيزوف.
تمكن جزء من السكان من الفرار من الجزيرة، لكن أولئك الذين لم يتم يهربوا جرى بيعهم إما كعبيد أو قُتلوا. ونتيجة للغزو، واجه الآلاف من اليونانيين مصيرًا مأساويًا. كانت الجزيرة مهجورة وتناثر سكان الجزر الباقين على قيد الحياة من خلال ما يعرف الآن بجنوب اليونان. لقد استقبل ثيوفيلوس كايريس، وهو كاهن وباحث، العديد من الأطفال اليتامى وطور المدرسة الشهيرة دار أيتام ثيوفيلوس كايريس (Orphanotropheio of Theophilos Kairis). بقيت بسارا في أيدي العثمانيين حتى استعادتها البحرية اليونانية في 21 أكتوبر 1912 أثناء حرب البلقان الأولى.
تم تدمير بسارا على يد الأتراك العثمانيين ردًا على تفجير السفن التركية من قبل الثوار كونستانتينوس كاناريس وديميتريوس بابانيكوليس. ألهم الحدث الشاعر أندرياس كالفوس أن يكتب قصيدة «إلى بسارا» (اليونانية: "Εἰς Ψαρά")؛ ولعل أشهر إلهام من الحدث كان للشاعر ديونيسوس سولوموس — مؤلف كتاب ترنيمة إلى الحرية — الذي كتب في عام 1825 قصيدة (أو كتاب إيقاعي) حوله بعنوان «تدمير بسارا» (باليونانية: "Ἡ καταστροφὴ τῶν Ψαρῶν"):
'Στῶν Ψαρῶν τὴν ὁλόμαυρη ράχη

Περπατῶντας ἡ Δόξα μονάχη.

Μελετᾷ τὰ λαμπρὰ παλληκάρια,

Καὶ 'ς τὴν κόμη στεφάνι φορεῖ

Γινομένο ἀπὸ λίγα χορτάρια

Ποῦ εἰχαν μείνῃ 'ς τὴν ἔρημη γῆ.
على سلسلة جبال بسارا السوداء

يسير المجد بنفسه آخذًا

الشباب المشرق في ميدان الحرب

جرح تاج شعره

من الأعشاب القليلة الماضية الباقية

على الأرض المقفرة.

## السكان تاريخيًا
| العام | تعداد السكان | الفرق         |
| ----- | ------------ | ------------- |
| 1824  | 7000         |               |
| 1951  | 700          |               |
| 1961  | 576          | أقل من 17,71% |
| 1971  | 487          | أقل من 15,45% |
| 1981  | 460          | أقل من 5,54%  |
| 1991  | 438          | أقل من 4,78%  |
| 2001  | 422          | أقل من 3,65%  |
| 2011  | 446          | أكثر ب5,69%   |

## مشاهير

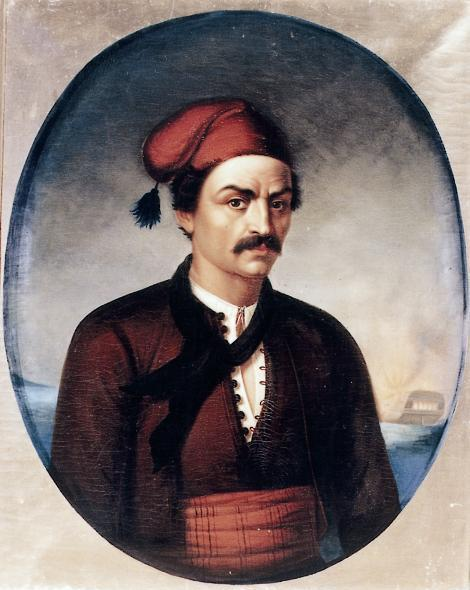
قسطنطين كاناريس.

- قسطنطين كناريس (1793 / 1795-1877) أميرال وسياسي، رئيس وزراء اليونان
- ديميتريوس بابانيكوليس، أميرال
- إيوانيس فاركافيس (1745-1825)، أميرال، تاجر كافيار ومفيد.

## روابط خارجية
- https://web.archive.org/web/20070611074035/http://www.chios.com/island/psara.htm (أيضًا بالألمانية واليونانية)
- [http://www.sansimera.gr/archive/articles/show.php?id=156&feature=H_katastrofi_ton_Psaron%5Bوصلة+مكسورة%5D][وصلة مكسورة] (تدمير بسارا، باللغة اليونانية)
- http://www.ptolemais.com/shmaies/epanastatimena.htm (أعلام الجزر المتمردة (بسارا)، باللغة اليونانية)